# マリーア・イザベッラ・ダズブルゴ＝トスカーナ
マリーア・イザベッラ・ダズブルゴ＝トスカーナ（Maria Isabella d'Asburgo-Toscana, 1834年5月21日 - 1901年7月14日）は、トスカーナ大公レオポルド2世とその2番目の妃で両シチリア王国の王フランチェスコ1世の娘であるマリーア・アントーニアの間の長女。
全名はマリーア・イザベッラ・アンヌンツィアータ・ジョヴァンナ・ジュゼッパ・ウミルタ・アポローニア・フィロメナ・ヴィルジーニア・ガブリエッラ（Maria Isabella Annunziata Giovanna Giuseppa Umilta Apollonia Filomena Virginia Gabriella d'Asburgo-Lorena）。

## 子女
1850年4月10日に母方の叔父である両シチリア王子・トラーパニ伯のフランチェスコ・ディ・ボルボーネ＝ドゥエ・シチリエと結婚し、間に6人の子女をもうけた。
- マリーア・アントニエッタ（1851年 - 1938年） - 1868年、従兄の両シチリア王子・カゼルタ伯アルフォンソと結婚
- レオポルド（1853年 - 1870年）
- マリーア・テレーザ（1855年 - 1856年）
- マリーア・カロリーナ（1856年 - 1941年） - 1885年、アンジェイ・ザモイスキ伯爵と結婚
- フェルディナンド（1857年 - 1859年）
- マリーア・アンヌンツィアータ（1858年 - 1873年）